# Protoribates magnus
Protoribates magnus är en kvalsterart som först beskrevs av Aoki 1982.  Protoribates magnus ingår i släktet Protoribates och familjen Protoribatidae. Inga underarter finns listade i Catalogue of Life.